# Daisuke Matsui
Daisuke Matsui (Kyoto, Japó, 11 de maig de 1981) és un futbolista japonès. Ha disputat 31 partits amb la selecció japonesa.